# Martim-pescador-de-garganta-branca
Guarda-rios-de-peito-branco, martim-caçador-de-papo-branco ou martim-pescador-de-garganta-branca (Halcyon smyrnensis) é um martim-pescador amplamente distribuído na Ásia, desde a Turquia até o subcontinente indiano e as Filipinas. Este martim-pescador é um residente em grande parte do seu alcance, embora algumas populações possam fazer movimentos de curta distância. Muitas vezes pode ser encontrado longe da água, onde se alimenta de uma grande variedade de presas que inclui pequenos répteis, anfíbios, caranguejos, pequenos roedores e até mesmo outros pássaros. Durante a estação reprodutiva, eles cantam alto pela manhã, a partir de poleiros proeminentes, incluindo os topos dos edifícios ou em fios em áreas urbanas.